# Canongate Tolbooth
Canongate Tolbooth est un monument historique de la Vieille Ville d'Edimbourg. Il a été construit en 1591 comme un tolbooth, qui est le centre de l'administration et de la justice séparant à l'époque le bourg de Canongate, qui était en dehors des murs de la ville d'Édimbourg. Le bâtiment est aujourd'hui occupé par The People's Story Museum et est protégé comme un Bâtiment Classé de Catégorie  I.

## Histoire
La tour de la tolbooth a été construite en 1591, et le bloc de l'est à cette époque, par Sir Lewis Bellenden, baron de Broughton et du bourg de Canongate et Lord Justice Clerk d'Écosse. C'était à la fois le palais de justice, la prison du bourg, et le lieu de réunion de la mairie.
En 1875, l'architecte de la Ville, Robert Morham, l'a restauré et remodelé l'extérieur. À l'intérieur le premier étage et le grenier ont été combinés pour faire un seul étage, occupé de nos jours par le musée The Peoples's Story Museum.

## Conception
La Tolbooth comprend un clocher. La tour a deux échauguettes avec des ornements de chaque côté de l'horloge, qui datent de 1884, suspendus au-dessus du Royal Mile. 
À l'est de la Canongate Tolbooth, en bas du Royal Mile, se trouve la Kirk of the Canongate et la Canongate Kirkyard.

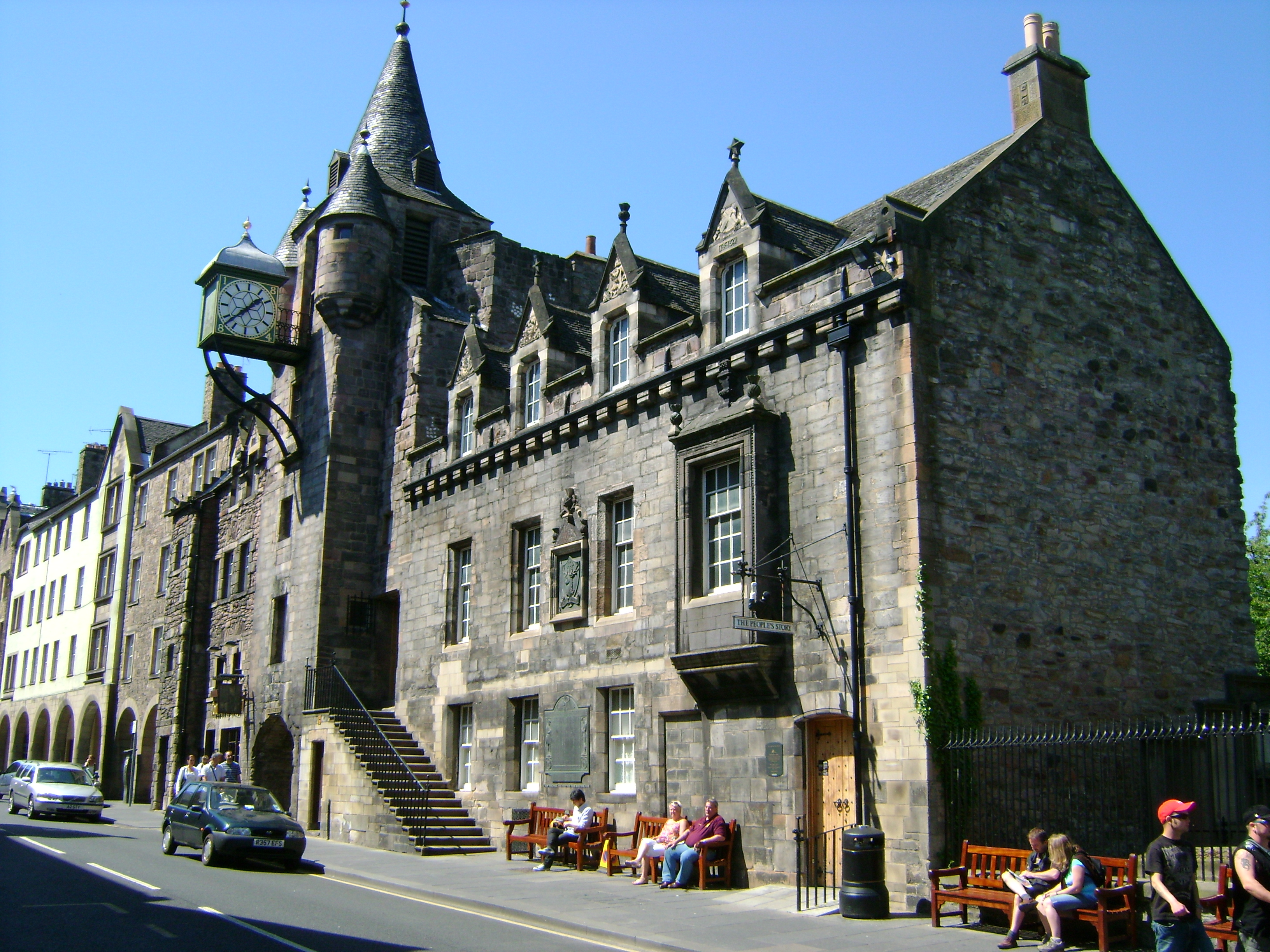
La Canongate Tolbooth, construite en 1591.
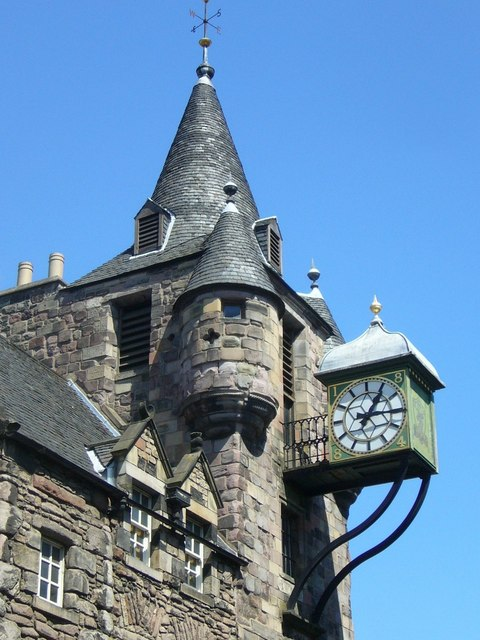
L'horloge avec échauguettes de chaque côté